# Skipper Clement
Skipper Clement, eigentlich Klemen Andersen (* 13. November 1485 in Vedsted, Vendsyssel; † 9. September 1536 in Viborg), war ein dänischer Kapitän und Freibeuter auf der Seite von Christian II., der später als Anführer des Bauernaufstands von 1534 bekannt wurde.

## Leben
Klemen Andersen wurde in Vedsted geboren. Seine Familie waren vermutlich Bauern und Kleinhändler. Um 1515 heiratete er Marine Sørensdatter Munk (* ~1490), mit der er drei Kinder hatte.
Zu Beginn der 1520er Jahre war er Kaufmann in Aalborg und Schiffer – daher sein Spitzname – und Vizeadmiral unter Christian II. Auch nachdem Christian II. 1523 vor dem aufständischen Adel in die Niederlande geflohen war und sein Onkel Friedrich I. König geworden war, hielt Clement Christian II. die Treue und diente ihm als Freibeuter. Bei Christian II. missglücktem Versuch 1531/32 Norwegen zurückzuerobern, war er dabei.
König Friedrichs Tod 1533 führte zur Grafenfehde. Während die lutherische Partei der Adligen Herzog Christian (III.) bevorzugte und die katholische seinen jüngeren Bruder Johann, war der entthronte König Christian II., der als Gefangener im Sonderborger Schloss saß, der König, den das Volk wünschte. Christoph von Oldenburg, ein Cousin sowohl von Christian II. als auch Christian III., erklärte, den abgesetzten  und gefangenen König zurück auf den Thron bringen zu wollen. Mit Unterstützung des Lübecker Bürgermeisters Jürgen Wullenwever fiel er in Dänemark ein.  Als der dänische Reichsrat im Juli 1534 endlich Christian III. zum König wählte, war bereits ein Großteil Dänemarks in den Händen des Grafen und seiner Verbündeten.
Da erhoben sich im August 1534 die Bauern unter ihrem Anführer Skipper Clement. Der Bauernaufstand breitete sich in weiten Teilen Jütlands aus. Der unterdrückte Hass der Bauern gegenüber dem Adel ließ eine lange Reihe Adelssitze in Jütland in Flammen aufgehen. Am 16. Oktober 1534 gelang dem Bauernheer bei Svenstrup in Nordjütland ein Sieg über das zahlenmäßig weit unterlegene Heer des dänischen Adels unter Holger Holgersen Rosenkrantz von Boller. Jedoch verbündete Skipper Clement sich nicht mit Graf Oldenburg und den Städten Kopenhagen, Malmö und Lübeck.
Als der Krieg gegen Lübeck im November 1534 mit dem Frieden von Stockelsdorf beendet war, konnte König Christian III. seine Kräfte auf die Niederschlagung des Aufstandes konzentrieren. Das Heer des Königs unter seinem Feldherrn Johann Rantzau teilte das Bauernheer und schlug es in die Flucht. Schnell und ohne auf großen Widerstand zu stoßen, drang Rantzau in den Norden Jütlands vor, und zuletzt wurden Clements Streitkräfte in Aalborg eingeschlossen, wo sie nach wenigen Tagen der Belagerung am 18. Dezember 1534 besiegt wurden. Die Verteidiger Skipper Clements, zwischen 700 und 800 Mann, wurden niedergemetzelt, wonach die Stadt zur Plünderung freigegeben wurde.

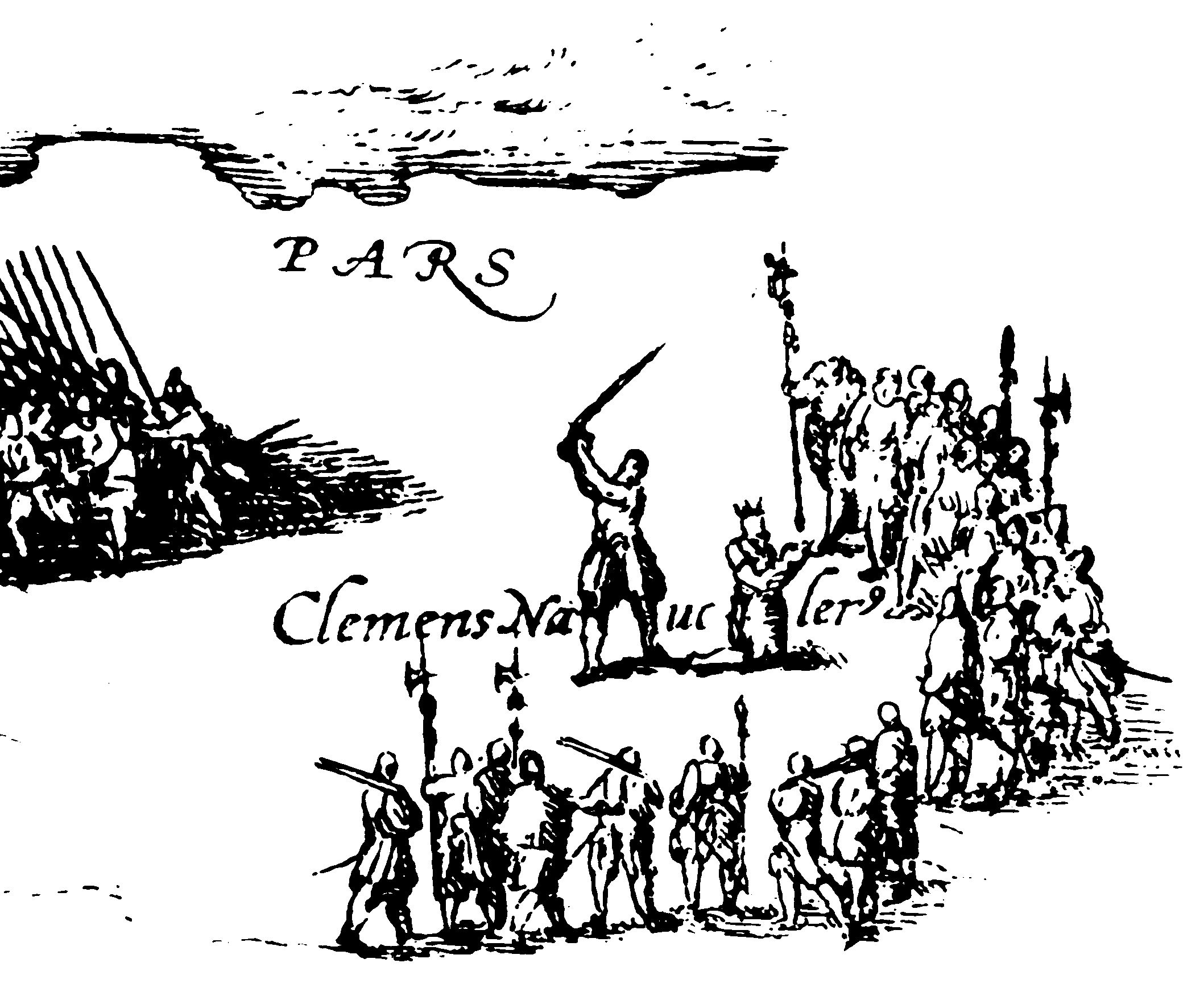
Hinrichtung von Skipper Clement

Skipper Clement selbst konnte dem Blutbad in Aalborg zwar entkommen, wurde jedoch einige Tage danach von einem Bauern verraten und gefangen genommen. Am 9. September 1536 wurde er vor dem Dom in Viborg geköpft. Seine Leiche wurde gevierteilt und auf vier Pfählen angebracht, sein Kopf mit einer Bleikrone gekrönt.
Der Bauernaufstand unter Skipper Clement, in Dänemark Clementsfejden genannt, war der letzte in Dänemark.

## Nachleben
In der Erinnerung wurde Skipper Clement zum Freiheitshelden verklärt. 1919 benannte sich die erste dänische Pfadfindergruppe nach ihm. 1931 wurde ihm in Nordjütland ein Denkmal des Bildhauers Johannes Bjerg, aufgestellt in Aalborg, gesetzt. 1970 verfasste der Dichter und Politiker der Radikale Venstre, Ebbe Kløvedal Reich (1940–2005), das Lied Skipper Clement Morgensang, zu dem Leif Varmark (* 1941) die Melodie schrieb.
2005 wurde die Internationale Schule in Aalborg in Skipper Clement Skolen umbenannt.